# 双葉 (松本市)
双葉（ふたば）は長野県松本市の市街地の南の町名。丁番を持たない単独町名である。住居表示実施済み。郵便番号は390-0833。

## 概要
周辺とともに松本市の副次的中心地（南松本）を構成している。南松本駅前、南松本駅前通り沿いなどには中規模のビルが建っている。国道19号沿いなどには郊外型の専門店が多い。幹線道路の裏側にはマンションや団地が建っている。
町名の由来は「栴檀は双葉より芳し」という故事によっている。江戸時代は出川町村の一部であった。

## 歴史
- 1979年（昭和54年）7月1日 - 全域で住居表示実施[4]。

## 世帯数と人口
2018年（平成30年）10月1日現在の世帯数と人口は以下の通りである。
| 町丁 | 世帯数  | 人口    |
| ---- | ------- | ------- |
| 双葉 | 681世帯 | 1,444人 |

## 交通
- 国道19号
- 長野県道289号寺村南松本停車場線

## 施設
- 松本市総合社会福祉センター
- 松本市南部保健センター
- ハイランドシティ松本（イオン南松本店）
- ドン・キホーテ 南松本店
- 南松本駅前郵便局
- 八十二銀行 南松本支店
- 南松ホール